# Tempel van Vulcanus
De Tempel van Vulcanus was een tempel in het oude Rome.
De tempel was gewijd aan Vulcanus, de Romeinse god van het vuur, de smeden en de vulkanen. Volgens de overlevering was de tempel gebouwd door Romulus, de stichter van de stad. Hoewel dit niet waarschijnlijk is, was de tempel wel zeer oud. Er is vrijwel niets over de geschiedenis van de tempel bewaard gebleven. Zowel in 214 v.Chr. als 197 v.Chr. sloeg de bliksem in, wat als een goddelijk teken werd beschouwd en daarom werd genoteerd.
De Tempel van Vulcanus stond op het Marsveld, waarschijnlijk in de buurt van het Circus Flaminius, waar al vroeg een aantal tempels werden gebouwd. De exacte locatie is niet meer bekend.